# Foot Ball Club Brescia 1921-1922
Questa pagina raccoglie le informazioni riguardanti il Foot Ball Club Brescia nelle competizioni ufficiali della stagione 1921-1922.

## Stagione
Nella stagione 1921-1922 il calcio italiano si divide. Nascono due Campionati, quello organizzato dalla FIGC, e quello che fa capo alla neonata CCI.
Il Brescia partecipa a questo secondo torneo, che vede al via le squadre più prestigiose del tempo. Al termine risulterà decima nella Lega Nord - Girone B.

## Organigramma societario
Area direttiva
- Presidente: Alberto Genna

Area tecnica
- Allenatori: Imre Schoffer

## Rosa
| N. |                           | Ruolo | Calciatore          |
| -- | ------------------------- | ----- | ------------------- |
|    | Italia (bandiera)         | P     | Giuseppe Trivellini |
|    | Italia (bandiera)         | P     | Leonida Zanetti     |
|    | Italia (bandiera)         | P     | Genesio Bozzoni     |
|    | Italia (bandiera)         | D     | Carlo Bersani       |
|    | Italia (bandiera)         | D     | Alessandro Bollani  |
|    | Italia (bandiera)         | D     | Luigi Vielmi III    |
|    | Italia (bandiera)         | D     | Battista Pisa       |
|    | Italia (bandiera)         | D     | Giovanni Bellardi   |
|    | Cecoslovacchia (bandiera) | D     | Antonín Fivebr      |
|    | Italia (bandiera)         | C     | Giovanni Ferrero    |
|    | Italia (bandiera)         | C     | Balzarini           |

| N. |                   | Ruolo | Calciatore         |
| -- | ----------------- | ----- | ------------------ |
|    | Italia (bandiera) | C     | Rosso I            |
|    | Italia (bandiera) | C     | Carlo Ratti        |
|    | Italia (bandiera) | D     | Alfredo Ratti      |
|    | Italia (bandiera) | C     | Costante Longhi    |
|    | Italia (bandiera) | C     | Giovanni Lanfritto |
|    | Italia (bandiera) | A     | Eridio Bonardi     |
|    | Italia (bandiera) | A     | Adolfo Rosso II    |
|    | Italia (bandiera) | A     | Enrico Dall'Era    |
|    | Italia (bandiera) | A     | Vittorio Rizzi     |
|    | Italia (bandiera) | A     | Giuseppe Tosi      |
|    | Italia (bandiera) | A     | Giovanni Borghetti |

## Risultati

### Campionato di Prima Divisione

#### Lega Nord - Girone B

##### Girone di andata
| Arbitro: | Bellini (Padova) |

|                            |           |  |
| Bighin II 44’ Vecchina 49’ | Marcatori |  |

| Arbitro: | Majani (Torino) |

|              |           |               |
| Rosso II 30’ | Marcatori | 48’ Allemandi |

| Arbitro: | Crivelli (Milano) |

|                 |           |  |
| Breviglieri 84’ | Marcatori |  |

| Arbitro: | Panzeri (Milano) |

|           |           |  |
| Fivebr 1’ | Marcatori |  |

| Arbitro: | A.Gama (Milano) |

|           |           |  |
| Catto 81’ | Marcatori |  |

| Arbitro: | Malvano (Torino) |

|  |           |                |
|  | Marcatori | 75’ Baloncieri |

| Arbitro: | Mombelli (Casale Monf.) |

|                       |           |                             |
| Roggero 31’ Perlo 70’ | Marcatori | 58’, 60’ Rosso II 73’ Ratti |

| Arbitro: | Bellini (Padova) |

|                                         |           |  |
| Rizzi 15’, 48’ Bonardi 39’ Rosso II 84’ | Marcatori |  |

| Arbitro: | Bellini (Padova) |

|                                    |           |             |
| Rizzi 25’ Rosso II 27’ Bonardi 51’ | Marcatori | 23’ Carozzi |

| Arbitro: | Majani (Torino) |

|                                              |           |  |
| Sbrana 15’ (rig.), 48’, 32’, 86’ Merciai 52’ | Marcatori |  |

| Arbitro: | Panzeri (Milano) |

|                       |           |  |
| Danieli 38’ Conti 88’ | Marcatori |  |

##### Girone di ritorno
| Arbitro: | Gera (Torino) |

|  |           |                             |
|  | Marcatori | 6’ Bastasin 11’, 43’ De Min |

| Legnano 22 gennaio 1922 13ª giornata | Legnano         | 0 – 0 | Brescia | Stadio di via Pisacane\| Arbitro: \| A.Gama (Milano) \| |
| Arbitro:                             | A.Gama (Milano) |       |         |                                                         |

| Arbitro: | A.Gama (Milano) |

|              |           |  |
| Rosso II 65’ | Marcatori |  |

| Arbitro: | Dani (Genova) |

|              |           |  |
| Mosso IV 71’ | Marcatori |  |

| Arbitro: | Venegoni (Legnano) |

|  |           |           |
|  | Marcatori | Sardi 60’ |

| Arbitro: | Sanguineti (Genova) |

|                            |           |                            |
| Bay 60’ Carcano 85’ (rig.) | Marcatori | 32’ Vielmi III 82’ Bonardi |

| Arbitro: | Crivelli (Milano) |

|                                        |           |  |
| Ferrero 13’ Bonardi 35’ Vielmi III 55’ | Marcatori |  |

| Arbitro: | Dani (Genova) |

|                                                              |           |  |
| Caligaris 28’ (rig.), 72’ (rig.) Ferraris II 48’ Serasso 85’ | Marcatori |  |

| Arbitro: | Malvano (Torino) |

|                                        |           |                                 |
| Scheidler 31’, 82’ Crotti 44’ Aebi 50’ | Marcatori | 28’ Ratti 70’ Rizzi 85’ Bonardi |

| Arbitro: | Sanguineti (Genova) |

|  |           |                       |
|  | Marcatori | 8’ Merciai 89’ Sbrana |

| Arbitro: | Armano (Torino) |

|           |           |  |
| Rizzi 35’ | Marcatori |  |

#### Spareggi salvezza
| Arbitro: | Bistoletti (Milano) |

|                   |           |  |
| Ratti 18’ Ros 70’ | Marcatori |  |

| Arbitro: | Rangone (Alessandria) |

|                                         |           |  |
| Traverso 30’, 67’, 51’ Masetti 63’, 69’ | Marcatori |  |

| Arbitro: | Venegoni (Legnano) |

|                  |           |  |
| Bonardi 63’, 68’ | Marcatori |  |

## Statistiche

### Statistiche di squadra
| Competizione                      | Punti | In casa | In casa | In casa | In casa | In casa | In casa | In trasferta | In trasferta | In trasferta | In trasferta | In trasferta | In trasferta | Totale | Totale | Totale | Totale | Totale | Totale | DR  |
| Competizione                      | Punti | G       | V       | N       | P       | Gf      | Gs      | G            | V            | N            | P            | Gf           | Gs           | G      | V      | N      | P      | Gf     | Gs     | DR  |
| --------------------------------- | ----- | ------- | ------- | ------- | ------- | ------- | ------- | ------------ | ------------ | ------------ | ------------ | ------------ | ------------ | ------ | ------ | ------ | ------ | ------ | ------ | --- |
| Prima Divisione (girone B - Nord) | 17    | 11      | 6       | 1       | 4       | 14      | 9       | 11           | 1            | 2            | 8            | 8            | 24           | 22     | 7      | 3      | 12     | 22     | 33     | -11 |

### Statistiche dei giocatori
| Giocatore     | Prima Divisione | Prima Divisione |
| Giocatore     | Presenze        | Reti            |
| ------------- | --------------- | --------------- |
| Balzarini     | 1               | 0               |
| G. Bellardi   | 10              | 0               |
| C. Bersani    | 18              | 0               |
| A. Bollani    | 20              | 0               |
| E. Bonardi    | 20              | 5               |
| G. Borghetti  | 2               | 0               |
| G. Bozzoni    | 1               | -3              |
| E. Dall'Era   | 1               | 0               |
| G. Ferrero    | 19              | 1               |
| A. Fivebr     | 15              | 1               |
| G. Lanfritto  | 21              | 0               |
| C. Longhi     | 3               | 0               |
| B. Pisa       | 12              | 0               |
| C. Ratti      | 12              | 1               |
| V. Rizzi      | 19              | 5               |
| Rosso I       | 8               | 0               |
| A. Rosso II   | 11              | 4               |
| G. Tosi       | 4               | 0               |
| G. Trivellini | 16              | -23             |
| L. Vielmi III | 8               | 2               |
| L. Zanetti    | 5               | -8              |